# Saša Jokić
Saša Jokić (23 febbraio 1995) è un giocatore di football americano serbo, che gioca nel ruolo di defensive end per i Beograd Vukovi.